# شيربورغ
شيربورغ (بالفرنسية: Cherbourg) هي مدينة وبلدة سابقة تقع في الطرف الشمالي لشبه جزيرة كوتنتان في الشمال الغربي من إقليم المانش الفرنسي. وهي محافظة فرعية في إقليمها، شُكلت رسميًا عندما استوعبت بلدية شيربورغ-أوكتوفيل في 28 فبراير 2000. في 1 يناير 2016، دُمجت في بلدية شيربورغ أون كوتنتان الجديدة. تُعد المدينة محافظة بحرية ومحافظة فرعية في المانش. بعد الاتحاد، أصبحت المدينة الأكثر اكتظاظًا بالسكان في إقليمها مع عدد سكان يبلغ 37,121 نسمة[ملاحظة 1] (أكثر من 85,000 مع ضواحيها)[ملاحظة 2] ما يجعلها المدينة الأولى في الإقليم قبل محافظة سان لو والثانية في المنطقة بعد كاين.
يحمي مرفأ شيربورغ شيربورغ-أون-كوتنتان، بين لا آغ وفال دو سير، وكانت المدينة موقعًا استراتيجيًا على مر القرون، تنازع عليه الإنجليز والفرنسيين. أشار إليها فوبان بأنها أحد «مفاتيح المملكة»، وأصبحت بفضل أعمال التنمية البحرية الهائلة، ميناءً عسكريًا من الدرجة الأولى تحت قيادة لويس السادس عشر ونابليون، وامتلكت ترسانة من القوات البحرية الفرنسية. كانت شيربورغ نقطة توقف للخطوط الملاحية المنتظمة المرموقة عبر الأطلسي في النصف الأول من القرن العشرين، وكانت الهدف الرئيسي للقوات الأمريكية خلال الإنزال النورماندي عام 1944.
تعتبر ميناء للعبّارات عبر القناة، إلى جانب كونها ميناءً عسكريًا وميناء صيد وميناء يخوت، مع طرق إلى موانئ بول وبورتسموث الإنجليزية، وموانئ روسلار هاربور (مرفأ روسلار) ودبلن الأيرلندية، وسانت هيلير في جيرزي. رغم أنها ليست ميناء تجاري كبير بسبب انعزالها الجغرافي، تُعد مركزًا مهمًا لبناء السفن، ومدينة للطبقة العاملة مع مناطق ريفية نائية. عبرت آر إم إس تيتانيك القناة الإنجليزية يوم الأربعاء الموافق 10 أبريل 1912، ورست في هذه المدينة عند الساعة 7:00 مساءً بالتوقيت المحلي قبل رفع المرساة عند الساعة 9:10 مساءً بالتوقيت المحلي والإبحار إلى محطتها الأخيرة في كوف، إيرلندا.

## الجغرافيا

### الموقع
تقع شيربورغ أون كوتنتان في الطرف الشمالي من شبه جزيرة كوتنتان، في إقليم المانش، وهي إحدى محافظاته الفرعية. بلغت مساحة مدينة شيربورغ، عند إجراء إحصاء عام 1999، 6.91 كيلومتر مربع (2.668 ميل مربع)، بينما كانت مساحة مدينة أوكتوفيل 7.35 كيلومتر مربع (2.838 ميل مربع). وهي أكبر مدينة في إقليم المانش، وهي نتيجة لدمج بلدتي شيربورغ وأوكتوفيل. تبلغ مساحة المدينة المدمجة اليوم 14.26 كم مربع (5.506 ميل مربع). تقع شيربورغ عند مصب نهر ديفيت وجنوب الخليج بين كاب ليفي إلى الشرق وكاب دي لا آغ إلى الغرب، وتبعد شيربورغ أوكتوفيل 120 كلم (75 ميل) عن الساحل الإنجليزي.
كانت شيربورغ وأوكتيفيل سور شيربورغ ينتميان في السابق إلى عمادة لا آغ، عين حدودها نهر ديفيت. في عام 1786، انضم جزء من إكوردروفيل إلى شيربورغ، أثناء بناء الميناء، وجزء من أوكتيفيل لاحقًا في عام 1802. منذ عام 1811 ، دمجت «ميل» [الكثبان] في تورلافيل، بلدة في عمادة سير، في منطقة شيربورغ وعرفت باسم حي فال-دو-سير حيث بُني مستشفى باستور وكنيسة سانت كليمنت. وهكذا، تقع مدينة شيربورغ-أوكتيفيل في كل من لا آغ وفال دو سير.
استُصلحت منطقة شيربورغ، مثل كل أنحاء شانترين ومنطقة الميل، من البحر. بنيت على مستوى البحر، تطورت المدينة عند سفح جبل رول (أعلى نقطة في البلدة القديمة) ولا فوكونير. تُعد أوكتفيل بلدية ريفية سابقة، تتألف من قرى صغيرة، تعود مستوطناتها إلى القرن التاسع عشر وتحضرت مناطقها بدرجة كبيرة منذ عام 1950، وخاصةً حول زوب (المنطقة المراد تحضرها حسب الأولوية) المحافظات والحرم الجامعي.
تجاورها كل من بلدية تورلافيل من الشرق، وإكوردروفيل-أونوفيل من الغرب، ولا غلاسيري من الجنوب والجنوب الشرقي، ومارتينفاست من الجنوب ونوانفيل وسيدفيل من الجنوب الغربي.
وموقعها متناظر جغرافيا بالقرب من جزر المتناظرة الواقعة في جنوب شرق نيوزيلندا .

### الجيولوجيا
تقع شيربورغ-أون-كوتنتان في نهاية نجد أرموريكان، لذا تحتفظ بآثار التكوين الجيولوجي والجرانيت المشوه والشيست المتحول للحركة الهرسينية ما قبل الكامبرية بواسطة طي أركوزات الحجر الرملي الكامبري والأرموركي والصخور الأوردوفيكية. نتج عن هذه الطيات طبقات من الحجر الرملي تميل 45 درجة باتجاه الشمال الشرقي في لا فوكونير (بما في ذلك «لا روش كي بوند» [«الصخرة المعلقة»]) وجبل رول. يرجع هذان المنحدران إلى الحت البحري في العصر الرباعي. أدى تراجع البحر لاحقًا إلى ظهور كثبان رملية وأهوار مدية، دمرها التوسع الحضري في القرنين السابع عشر والتاسع عشر، تماثل تلك الموجودة في كولينيون في تورلافيل.
استُخدمت هذه الصخور في التربة لقرون بعدة طرق: استُخدم الجرانيت المسحوق المستخرج من كيركوفيل والأركوز المستخرج من بيكيت، في تصنيع الحصى والكتل المربعة للعتبات. استخدم الشّيست الأخضر، الذي يأتي لونه من الكلوريت وسريسيت، أساسًا في تسقيف نورد كوتنتان، وأيضًا في أعمال البناء في شيربورغ. يستخدم الحجر الرملي الأرموركي من جبل رول في صنع الحصى والركام. أغلقت الآن معظم المحاجر الكثيرة، التي افتتحت في منطقة العاصمة لبناء جدار المرفأ.

### الطقس
تتمتع مدينة شيربورغ أون كوتنتان بمناخ محيطي معتدل. يسبب طابعها البحري رطوبة عالية (84%) ورياح بحرية قوية، عاصفة عادةً، ويسبب أيضًا تنوعات موسمية منخفضة في درجة الحرارة وأيام قليلة من الصقيع (7.3). يمكن أن يولد التأثير المشترك للرياح والمد والجزر تغييرًا سريعًا في الطقس في يوم واحد، بظهور الشمس وتساقط المطر الذان يمكن أن يفصل بينهما بضع ساعات.
يسمح تأثير تيار الخليج واعتدال الشتاء بتجنس العديد من النباتات المتوسطية والدخيلة (الميموزا والنخيل والأغاف وغيرها) الموجودة في الحدائق العامة والخاصة للمدينة، رغم التشميس المتوسط. يشبه مناخها مناخ المناطق البعيدة شمالًا في بريطانيا العظمى وأيرلندا بسبب الاعتدال. وصيفها أبرد بكثير من المتوقع حسب المعايير الفرنسية.

### طرق المواصلات والنقل

#### الطرق
تاريخيًا، تقع مدينة شيربورغ أون كوتنتان في الطرف الغربي من الطريق الوطني 13، الذي يمر عبر المدينة بجوار«روج تير» وشارع باريس (أفينو دو باريس)، من لا غلاسيري. في تسعينات القرن الماضي، أدى تشعب عن الطريق، المسارين الأوروبيين إي03 وإي46 الآن، إلى تحويل حركة المرور عبر لا غلاسيري وتورلافيل على محور ثلاثي الاتجاه من لا غلاسيري، إلى دوار بينيسم في تورلافيل، ثم على طريق مركبات مزدوج إلى دوار يقع بين شاطئ كولينيون وميناء دي فلامون. هناك امتداد لشيربورغ قيد الإنشاء، مع مضاعفة الجسر فوق ميناء دي فلامون لضمان استمرارية الطريق المزدوج إلى الميناء التجاري في شيربورغ.
يعبر الطريق الوطني القديم 801 (أعيد تصنيفه باسم D901)، الذي يربط كاب دو لا آغ ببارفلور، المدينة من الشرق إلى الغرب.
تجري دراسة مشروع طريق جابني غربي، بعد الانتهاء من الطريق الجانبي شرقي التكتل، واختيرت «منطقة» متوافقة مع المسار النهائي المستقبلي. وبالمثل، يُتوقع التحسين إلى ممر مزدوج للوصول إلى مطار موبيرتو.
استُخدم دي650 لربط شيربورغ بالساحل الغربي لشبه جزيرة كوتينان. يتجه دي650، المغادر من شيربورغ، نحو الجنوب الغربي إلى لي بيو ثم يتابع سويةً للانضمام إلى كوت ديس آيلز (ساحل جزر القناة) إلى بارنفيل-كارتريت. شهد هذا الطريق، في النهج المتبع تجاه تشيربورغ، تطورًا في السنوات الأخيرة، مع وسائل الراحة (الدوار، إشارات المرور، التنمية الحضرية) بحكم المناطق شبه المتحضرة للبلديات في الطريق.
مع منح الطريق آر إن13 حالة الطريق العادي في عام 2006، نُفذت أعمال التحسين إلى معيار الطريق السريع بين شيربورغ وكاين خلال 10 سنوات. أكتملت أعمال بناء آر إن13 عند مدخل تكتل شيربورغ (فيراج دي شيرف محليًا) في أوائل عام 2009.